# Стецковка (Сумская область)
Стецковка (укр. Стецьківка) — село, Стецковский сельский совет, Сумский район, Сумская область, Украина.
Код КОАТУУ — 5924787101. Население по переписи 2001 года составляло 3702 человека.
Является административным центром Стецковского сельского совета, в который, кроме того, входят сёла Кардашовка, Радьковка, Рыбцы и Шевченково.

## Географическое положение
Село Стецковка находится на берегу реки Олешня в месте впадения в неё реки Каланчак,
выше по течению на расстоянии в 1,5 км расположены сёла Рудневка и Кровное,
ниже по течению на расстоянии в 0,5 км расположен посёлок Песчаное (Сумский городской совет).
На расстоянии до 1 км расположены сёла Радьковка и Кардашовка.
Через село проходит автомобильная дорога Н-07.

## История
- Село Стецковка основано в 1659 году.
- На западной околице села Стецковка, на правом берегу реку Олешня, обнаружено поселение раннего железного века.
- В XIX веке село Стецковка было волостным центром Стецковской волости Сумского уезда Харьковской губернии. В селе была Вознесенская и Димитриевская церковь[2].

## Экономика
Производства:
- Спиртзавод (не работает) (спирт, углекислый газ) Расположен прямо на трассе «Сумы-Курск», основан этническим французом Де-Коннором. Выше по склону была расположена летняя резинденция хозяина завода, на данный момент осталась только водокачка, развалины кирпичной ограды, и т. н. «Панский сад».
- Зверохозяйство (песцы, норки) в 1990 году демонтировано.
- Консервный (засолчный) завод (практически не функционирует).
- Комбикормовый завод.
- Колхоз им. Горького — в 1994 году распаёван, один из фермеров — Кривцов С.
- Молочно-товарная ферма.

## Объекты социальной сферы
- Детский сад.
- Школа.

## Достопримечательности
- Свято-Дмитровская церковь (на правом берегу)

## Известные люди
В селе родился украинский журналист и публицист С. В. Руденко.